# بنجامين بروستر
بنجامين بروستر (بالإنجليزية: Benjamin Brewster)‏ هو كاهن أنجليكاني وقسيس أمريكي، ولد في 25 نوفمبر 1860 في نيو هيفن في الولايات المتحدة، وتوفي في 2 فبراير 1941 في بورتلاند في الولايات المتحدة.